# Lomonossov Gymnasium (Bulgarie)
 (octobre 2019).
Le contenu est difficilement compréhensible vu les erreurs de traduction, qui sont peut-être dues à l'utilisation d'un logiciel de traduction automatique.
Le Lomonossov Gymnasium (bulgare:Професионална гимназия по електротехника и електроника "Михайло Василиевич Ломоносов") est une école technique situé à Gorna Oryahovitsa,Bulgarie.

## Historique
Le Lomonossov Gymnasium, créé en 1959 comme Collège technique sur Electrique M.V.Lomonossov. Son fondateur est Marco Genchev. Le premier degré sont:Machines et matériel électriques et Les équipements radio et de la télévision. Bâtiment a été construit en 1965. Yordan Yordanov crée motet de Collège technique sur Electrique M.V.Lomonossov.1970 pour créer laboratoires sur Electrique, énergétique et électronique. Dans les années à venir l'école coopère avec Collège technique sur des mesures électriques à Odessa. Etabli Centre Culturel avec Collège technique sur Electrique M.V.Lomonossov.1973 est tenue première exposition d'art. L'école a été rebaptisée à 2000 année. En 1995 a eu lieu une table ronde sur « l'écologie et de l'espace », qui sont des invités spéciaux deuxième astronaute bulgare Alexander Alexandrov. Pour cinquante ans diplômés sont 10 000.

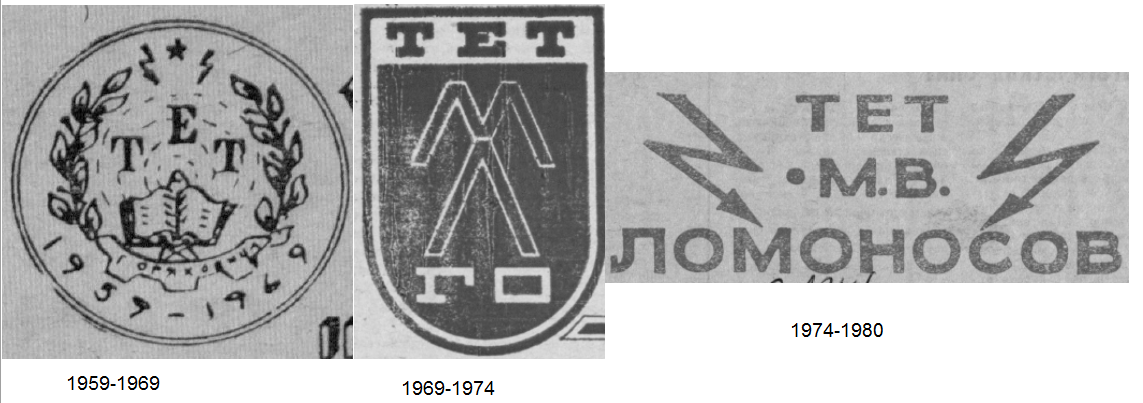
symboles

## Adhésions
- Membre de UNESCO à partir de 1982
- Membre de Écoles Unies par des Nations unies

## Étudiants
- Dobromir Dobrev - maire de Gorna Oryahovitsa
- Stefan Terziev - scientifique,Professeur et doyen à Université libre de Varna
- Marinela Yordanova - scientifique,Professeur et doyen à Université technique de Varna
- Nora Karaivanova - chanteuse